# Route nationale 27 (Luxemburg)
Die Route nationale 27 oder N27, auch Route de la Haute-Sûre genannt, ist eine 46,5 km lange luxemburgische Nationalstraße, die die Kantone Diekirch und Wiltz miteinander verbindet.
In ihrem gesamten Verlauf folgt die N27 immer eng dem Flussbett der Sauer und ist daher sehr kurvenreich.

## Aktueller Verlauf
Vorbei an Lipperscheid, Göbelsmühle (beide zur Gemeinde Burscheid gehörig), vorbei an den Ortschaften Dirbach und Bockholtz (Gemeinde Goesdorf) und Heiderscheidergrund, wo sie sich mit der N12 kreuzt und dann ein kurzes Stück gemeinsam mit der N verläuft, biegt dann aber nach links ab durch den Straßentunnel nach Esch/Sauer, Lultzhausen, Insenborn, Eschdorf, vorbei an Bilsdorf und Arsdorf bis nach Riesenhof (alle Gemeinde Rambrouch), wo sie auf die N  einmündet und endet.
Die N27 hat aktuell eine Gesamtlänge von ca. 46,5 km.

### Erdrutsch auf der N27
Geographische Koordinaten: 49° 52’ 53.9’’ N 06° 06’ 28.7’’ O
Am 6. Juli 1997 rutschten nach einem starken Gewitter in einem privaten Steinbruch an der N27 zwischen Erpeldingen und Michelau etwa 3.000 m³ Schiefergestein ab, wodurch die Straße auf einer Länge von 350 Metern vollständig blockiert wurde.
Erst nach 17 Jahren und 155 Tagen wurde die Straße am 8. Dezember 2014 wieder für den Verkehr freigegeben. In dieser Zeit wurde auf der anderen Seite der Sauer eine Umleitung mit zwei Behelfsbrücken eingerichtet.

## Seitenzweige der N27

### N27A
Die N  beginnt an der N27 in Erpeldingen und verläuft über eines Distanz von ca. 3,2 km durch das Tal des Homichtbachs bis zum Gipfel des Flouer Rued, wo sie auf die B7 mündet.
Von dort führt sie als Teil der  weiter bis zum Kreisverkehr bei Fridhaff, wo sie auf die N  trifft.

### N27B
Der 700 m lange Ast N 27B zweigt kurz vor Esch/Sauer von der N27 aus ab und führt mitten durch das Dorf, mündet am Ortsausgang aber wieder in die N27.

### N27C
Die rund 700 m lange N 27C zweigt beim Staudamm des Obersauer-Stausees als Querverbindung zur CR 316 von der N27 aus ab.

## Historischer Verlauf
- Seit ihrer Entstehung nach 1843 wird die N27 von Erpeldange bis Friedhof als Straße nach Ettelbrück beschrieben. Der Bau erfolgte schrittweise nach 1848 (Mémorial A35/1848).
- im Jahre 1958 wurde mit Inbetriebnahme der „Traversee de Diekirch“  eine Umfahrung der Stadt Diekirch in westlicher Richtung möglich.
- Ab 1958 wurde die Trassenführung grundlegend modifiziert:
  - die bisherige CR 350 zwischen Erpeldingen und Burscheider Mühle wird Teil der N27
  - und die Vicinalstraße zwischen Burscheider Mühle und Niederschlinden Niederschlinder CR 320
  - die alte Trasse der CR 320 von Niederschlinder nach Insenborn -teilweise überschwemmt seit der Aufstauung des Stausees Lac de la Haute-Sûre mit dem Bavigne-Begrenzungsdamm und dem Ende der 1950er Jahre gebauten Staudamm von Esch-sur-Sûre. Die Konsequenz aus der Stauung des Haute-Sûre-Sees war der Bau einer geänderten Trasse nach Insenborn. Infolgedessen wurde die CR 320 durch die Nomenklatur von 1958 vollständig freigegeben.
  - Während der westliche Teil von Nothomb zum See als N  klassifiziert wurde, wurde der östliche Teil dieser Achse von Lultzhausen nach Erpeldange-sur-Sûre vollständig übernommen von der N . Anhand der inzwischen versunkenen Trasse des CR 320 kann die ursprüngliche Lage der Insenbornbrücke erraten werden, die einst über die Sauer führte
  - und die  CR 320, vorher Vicinalweg wir zur Gemeindestraße der Kommune Insenborn.
- 1995 wird diese Achse zwischen Insenborn und Riesenhaff verlängert und mit der N  verbunden. Dieser zuvor als CR 312 gewidmete Streckenteil wurde in den 1960’er Jahren gebaut.

### Anpassungen
- 1960'er Jahre: Trassenbegradigung in Richtung Goebelsmühle.
- 1970'er Jahre: Umbau des Straßentunnels bei Esch/Sauer  Begradigung von Kurven zwischen Esch/Sauer und Insenborn (Mémorial A5/1960).

## Bildergalerie

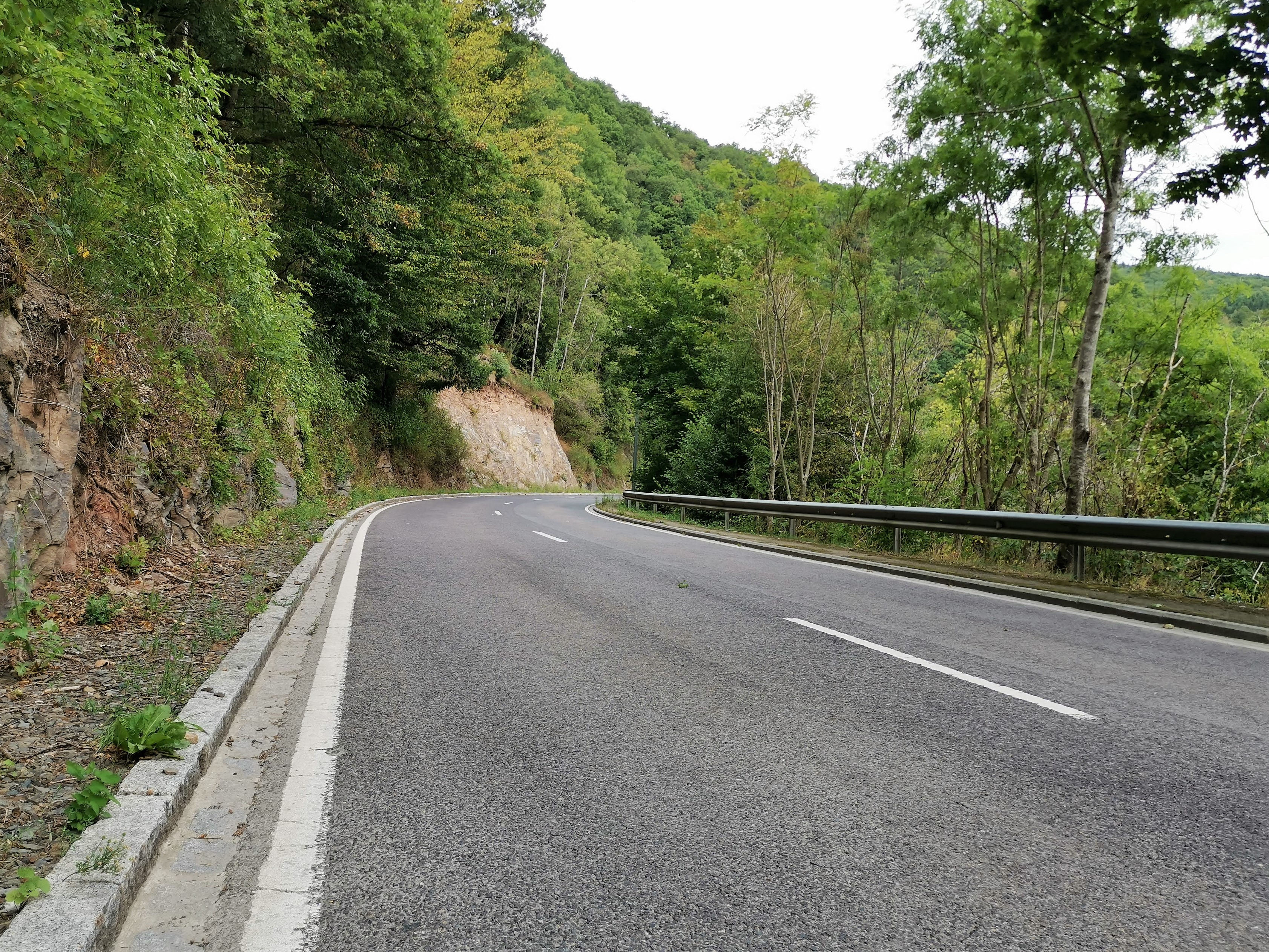
In der Nähe von Esch/Sauer
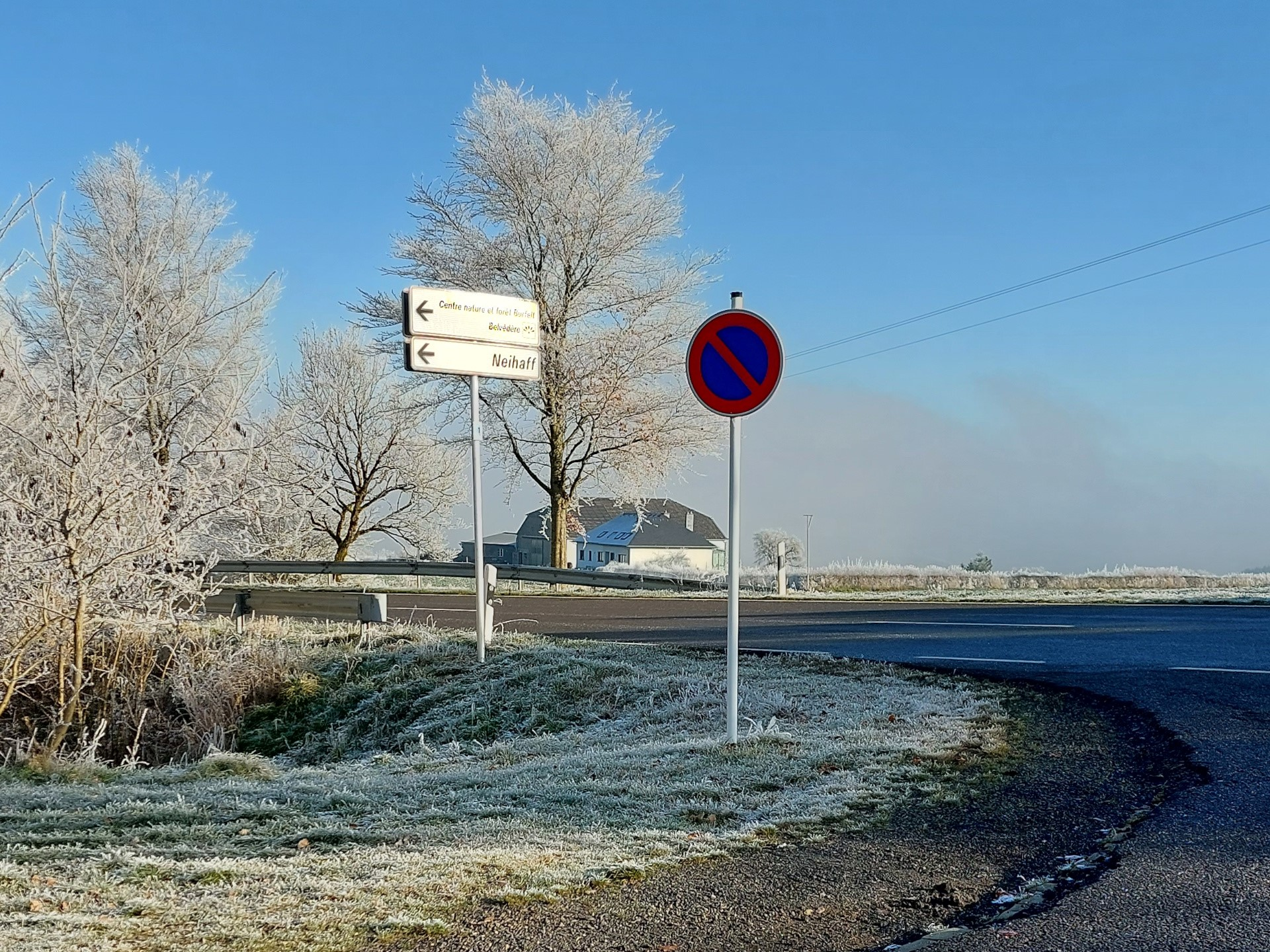
N27 bei Neihaff
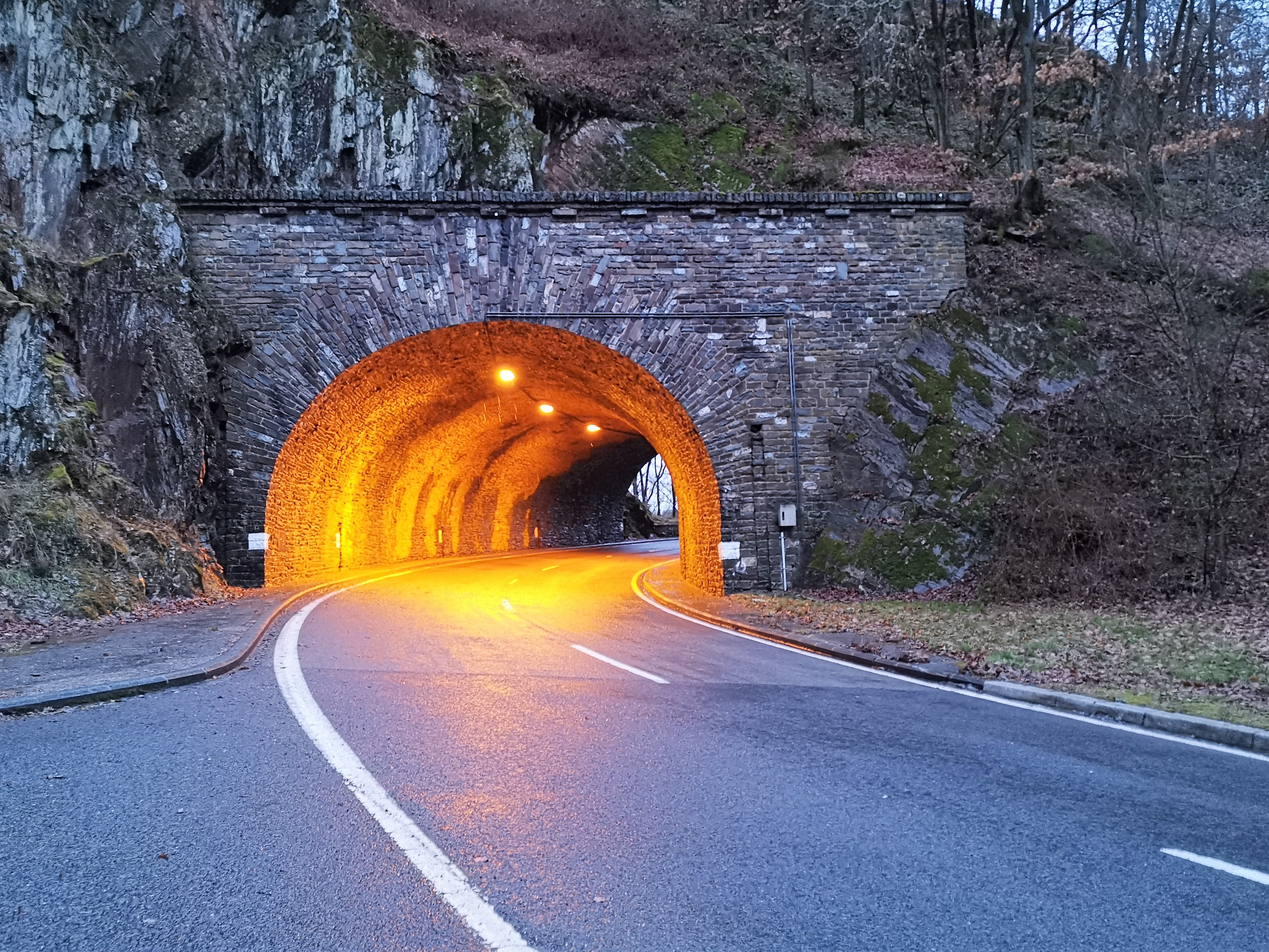
Tunnel Lipperscheid
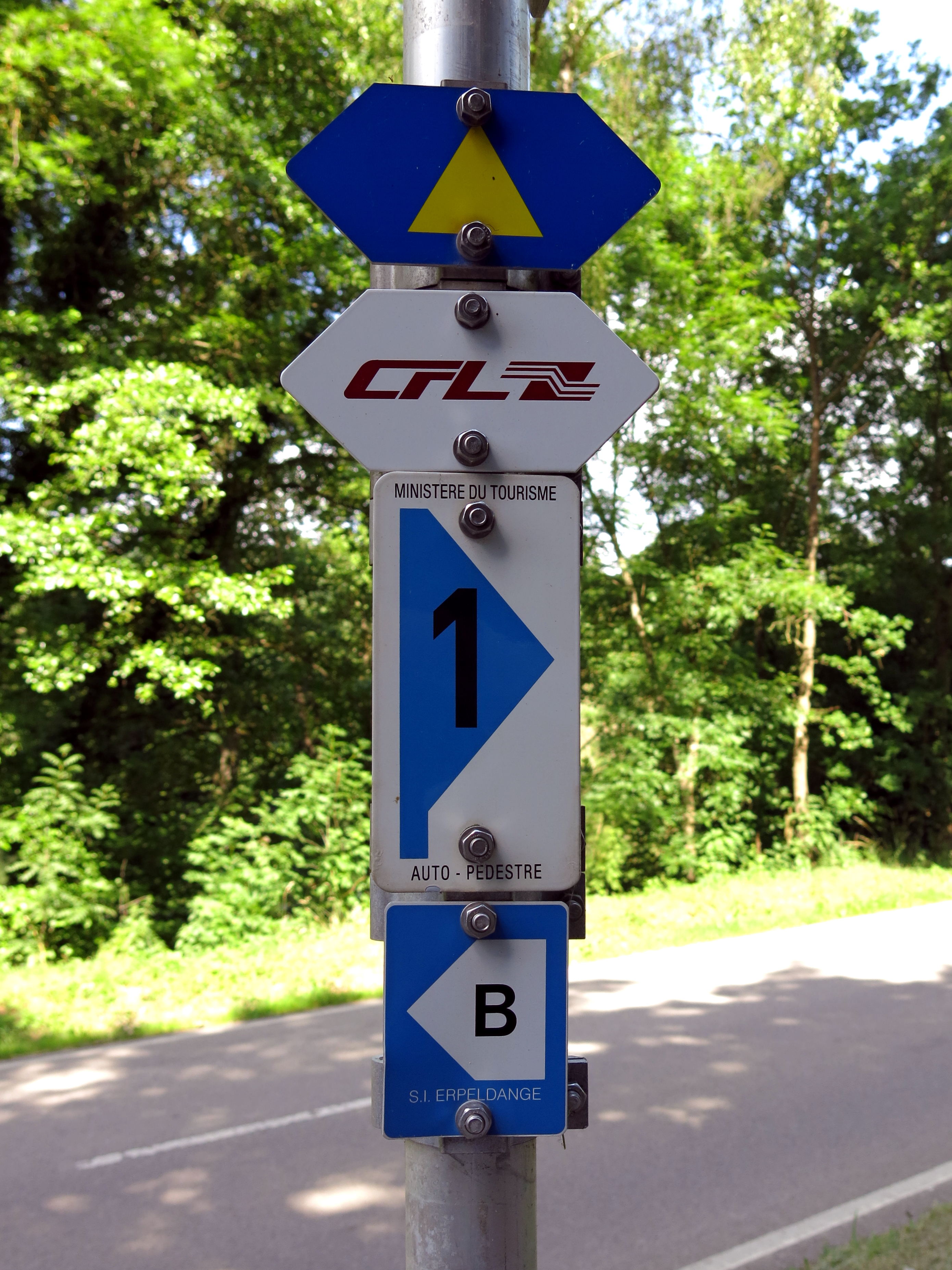
Wegweiser der anderen Art: Wanderwegweiser